# Verizon Tennis Challenge 1997 - Qualificazioni doppio
Le qualificazioni del doppio  del Verizon Tennis Challenge 1997 sono state un torneo di tennis preliminare per accedere alla fase finale della manifestazione. I vincitori dell'ultimo turno sono entrati di diritto nel tabellone principale. In caso di ritiro di uno o più giocatori aventi diritto a questi sono subentrati i lucky loser, ossia i giocatori che hanno perso nell'ultimo turno ma che avevano una classifica più alta rispetto agli altri partecipanti che avevano comunque perso nel turno finale.
Le qualificazioni del doppio del torneo Verizon Tennis Challenge 1997 prevedevano 4 coppie partecipanti di cui una è entrata nel tabellone principale.

## Teste di serie
1. Luke Jensen /  Murphy Jensen (Qualificati)

1. Kent Kinnear /  Dave Randall (ultimo turno)

## Qualificati
1. Luke Jensen  /   Murphy Jensen

## Tabellone

### Legenda
| - Q = Qualificato - WC = Wild card - LL = Lucky loser | - ALT = Alternate - SE = Special Exempt - PR = Protected Ranking | - w/o = Walkover - r = Ritirato - d = Squalificato |

|  | Primo turno | Primo turno                      | Primo turno                      | Primo turno | Primo turno |  |  | Ultimo turno | Ultimo turno              | Ultimo turno              | Ultimo turno | Ultimo turno |  |
|  |             |                                  |                                  |             |             |  |  |              |                           |                           |              |              |  |
|  | 1           | Luke Jensen Murphy Jensen        | Luke Jensen Murphy Jensen        | 6           | 6           |  |  |              |                           |                           |              |              |  |
|  |             | Fernando Meligeni Emilio Sánchez | Fernando Meligeni Emilio Sánchez | 2           | 4           |  |  | 1            | Luke Jensen Murphy Jensen | Luke Jensen Murphy Jensen | 6            | 6            |  |
|  | 2           | Kent Kinnear Dave Randall        | 6                                | 4           | 6           |  |  | 2            | Kent Kinnear Dave Randall | Kent Kinnear Dave Randall | 4            | 3            |  |
|  |             | Stephen Enochs Dan Granot        | 1                                | 6           | 4           |  |  |              |                           |                           |              |              |  |